# マドレーヌ (1998年の映画)
『マドレーヌ』（Madeline）は、1998年制作のアメリカ映画。　
絵本作家ルドウィッヒ・ベーメルマンス（Ludwig Bemelmans）が出版した絵本『マドレーヌ』（Madeline）シリーズの実写映画版。著者生誕60周年記念作品。日本では劇場未公開で、『マドレーヌ おてんば天使』の題でTV放送された後、ソニー・ピクチャーズ エンタテインメントから『マドレーヌ』の題でビデオ版がリリースされた。
先んじて制作されたアニメ版との関連は無い独立した作品で、原作の幾つかのエピソードを織り込みつつ、映画独自のストーリーが描かれる。また主要キャラクターの多くは原作と設定が異なる。

## ストーリー
パリの寄宿学校に暮らす少女マドレーヌは、12人の女の子の中で一番ちっちゃくて一番勇敢なお転婆娘。そんな彼女は幼い頃に両親を亡くし、寄宿舎を家代わりに育ったみなしごだった。
ある時、寄宿学校の経営者で建物の所有者でもあるコビントン夫人が亡くなり、夫のコビントン卿はそれを機に学校を閉鎖して建物を売り飛ばそうとする。家族も帰る家もないマドレーヌは唯一の居場所を奪うも同然のその仕打ちに対して断固として抵抗することを決意し、学校の隣のスペイン大使館に住むいたずら小僧のぺピートの力を利用して売却を阻止しようと試みる。作戦は成功するものの、コビントン卿は反抗的な子供たちに対する苛立ちと憤りから頑なに意思を変えようとせず、更に女の子たちがジェネビーブと名付けた野良犬をこっそりと飼っていることに気づいて校則違反を理由に追い出してしまう。親も唯一の居場所である学校も、ジェネビーブすらも失ってしまったマドレーヌは落胆と共に絶望する。彼女のその様子に心を痛めた寮長兼教師のミス・クラベルは、気晴らしになればとの考えで女の子たちをパリで巡業中のサーカス一座に連れていく。みんなが夢中で遊ぶ中、マドレーヌは親友のアギーにサーカスに身を寄せるつもりだと告げた上で固く口止めし、姿を消してしまう。
サーカス団のテントの付近をさまよっていたマドレーヌは、ペピートの家に出入りしていた自称家庭教師がペピートを担ぎ上げてどこかへさらっていこうとする現場を目撃し、助け出そうとするものの自らも捕まってトラックの荷台に閉じ込められてしまう。マドレーヌと共に椅子に縛り付けられたペピートは、会話の中でマドレーヌが両親を亡くしていたことを知り、反目し合っていた彼女と仲直りする。トラックの荷台の中にパフォーマンス用の小型バイクが載せられていることに気づいたマドレーヌは曲芸用のナイフで縄を切り、ぺピート共にバイクに乗って脱出を図る。誘拐犯との決死のカーチェイスの末、運転を誤ったトラックは湖に突っ込んでしまい犯人たちの企みは失敗に終わる。ジェネビーブと共に駆けつけてきたミス・クラベルと無事の再会を果たし、両親と共に再会を喜び合うペピートを微笑みつつ羨ましそうに見つめていたマドレーヌは、自分の家である寄宿舎へと帰っていく。
マドレーヌの無事の帰還を経て寄宿舎が喜びに沸き返る中、建物を買い取る予定のウズベキスタン大使を連れたコビントン卿がやって来る。食堂に飾られた妻の肖像画について話しているコビントン卿を見ている内、マドレーヌは、彼が自分と同じように愛する家族と死に別れた痛みを抱えていることに気づき、悲しみと寂しさを紛らわしたい一心で屋敷を手放そうとしていたのだと察する。居場所を失いたくない一心で反抗していた彼女も、今は最愛の伴侶を亡くした彼に深い共感を寄せ、愛する人の心が息づく場所を捨ててはいけないと訴える。その言葉に心打たれたコビントン卿は全ての判断をウズベキスタン大使に委ね、大使は快く寄宿舎の買取を撤回する。
こうして、無事にいつも通りの日常が戻り、マドレーヌと仲間たちは歓声を上げながらパリの街を駆け抜けていった。

## 登場人物

### 主人公
マドレーヌ
演：ハティ・ジョーンズ
本作の主人公。パリのツタの絡まる古い寄宿舎に住む12人の女の子のひとり。身寄りのないみなしごで寄宿舎を家代わりに育った。
女の子の中で一番背が小さいが活発で明るく怖いもの知らずのお転婆な性格。共に学校で暮らす11人の仲間たちとは仲が良いが、時にそのお転婆ぶりで起こすトラブルで辟易されてしまうことも度々。
明るく元気な一方で、生い立ちゆえに内心では強い淋しさを抱えている

### 11人の女の子
アギー
演：クレア・トーマス
12人の女の子の1人で、ブラウンショートヘアの女の子。マドレーヌの大の親友でいつも一緒にいる。
アギーは愛称で、フルネームはアガサ・エミリー・ウォルデン。
ヴィッキー
演：ビアンカ・ストローマン
12人の女の子の1人で、金髪の三つ編みおさげの女の子。ヴィッキーは愛称で本名はヴィクトリア。常に大人ぶった振る舞いをしており、ぺピートを見てハンサムだというアギーに「あんたには脈なしね」と言い放ったりと、少々嫌味で意地悪な性格をしている。本人によるとイギリス大使の親戚がいるらしい。
マドレーヌとは性格的にそりが合わず仲があまり良くないが、彼女が家出した時には再会を望んで泣きじゃくり、マドレーヌが戻ってきた際には彼女が置いて行った麦わら帽子を自らの手で返し抱きしめ合って再会を喜び合うなど、根はいい子である．
シャンタール、ルシンダ、ベアトリス、セレーナ、ロロ、エリザベス、シルヴェッタ、ヴェロニカ、マリー・オディール
演：クリスティーナ・マンガーニ、レイチェル・デニス、ピラール・ガラード、ジェシカ・メイソン、アリックス・ポンション、エミリー・ジェスラ、エロイーズ・エオネ、アリス・ラヴァウド、モルガン・ファルカ
12人の女の子たちの内、上記の3名を除いた残り9人の女の子たち。
演者名はそれぞれ上記の名前順(クレジット順)で物語冒頭ミス・クラベルが就寝前のお祈りをするシーンで12人全員の名前を口にする。

### その他の人物
ミス・クラベル
演：フランシス・マクドーマンド
寄宿舎の寮長兼教職員。勘が鋭くなんらかの異変を察知すると真夜中でも飛び起きて子どもたちの元へと駆けつける。
身寄りのないマドレーヌにとっては親代わりとも言える人物で、孤独に打ちひしがれるマドレーヌの姿に心を痛めている。
ペピート
演：クリスチャン・デ・ラ・オサ
寄宿舎の隣のスペイン大使館に住む大使夫妻の一人息子。原作では比較年が近いが、映画版ではマドレーヌたちよりもやや年上として描かれており、自宅の庭でスクーターを乗り回している。原作の様なあからさまな動物虐待をする様子は描かれていないが、ねずみを蛇に餌にするために用意したギロチンでソーセージを切断する様を女の子たちに見せつけている。
いたずら好きかつ生意気な性格でマドレーヌとは反発しあっているが、誘拐事件に遭遇した際に自分を助けようとして巻き込まれてしまったマドレーヌとの会話の中で彼女の身の上を知って打ち解け、共に窮地を脱すべく動き出す。
ジェネビーブ
セーヌ川に転落して溺れたマドレーヌを救ったメスの野良犬。女の子たちの希望により、寮則を逃れて寄宿舎の納屋に匿われ内緒で飼われていたが、コビントン卿に見つかって捨てられてしまう。その後、行方不明になったマドレーヌを探していたミス・クラベルと偶然に再会を果たし、事件が解決した後は再び寄宿舎に戻ってきた。
コビントン卿
演：ナイジェル・ホーソーン
マドレーヌたちが在籍する寄宿学校の経営者。42年間連れ添った妻を深く愛していたが、学校の運営方針に関してのみ意見が合わず、妻の死をきっかけに学校を閉鎖し校舎を売ろうとする。子供思いだった妻とは逆に生徒たちのことはあまりいい目で見てはおらず、生徒たちからもクックフェイス卿と陰口を叩かれて嫌われている。
学校を売ろうとしていた動機の根底には妻を亡くした悲しみと喪失感があり、そのことを察したマドレーヌに理解と共感を示されたことで寄宿舎売却の意思を撤回した。
コビントン夫人
演：ステファーヌ・オードラン
コビントン卿の妻。学校の経営者であり建物に所有者でもある。寄宿舎学校の創立者の孫娘で、かつては自分も生徒だった。
子どもを心から愛する優しい女性で、子供たちの教育のために惜しみなく学校の運営資金にお金を注いでおり、ミス・クラベルに敬愛の念を示されると共に子供達からも慕われていた。現在は重い病気を患って療養中の身であり、マドレーヌの入院後ほどなくして亡くなった。あまりにも突然のその死は、退院直後にそのことを知ったマドレーヌに強いショックと悲しみを与えることとなった。
マドレーヌと同い年だった生徒時代に寄宿舎の寝室にとある秘密を残しており、入院中のマドレーヌにそのことを教えたことが寄宿舎を救うきっかけに繋がった。
エレーヌ
演：シャルタル・ヌーヴィル
映画オリジナルのキャラクター。寄宿舎に勤める家政婦で、家の掃除や給仕などを引き受けている豪放な太目の女性。得意料理はチキン料理。
陽気な性格だが興奮し易い性格で怒ると早口でまくしたてる癖がある。また、子供たち同様、コビントン卿のことを快く思っていない。
レオポルド
ぺピートの家に家庭教師を名乗って出入りしている男。
実はパリの街で巡業中のサーカス団の一員で、ペピートを誘拐して身代金をせしめようと目論む悪党。性格は傲慢で口が悪く常に怒鳴り散らすように喋り、ピエロを見下して馬鹿呼ばわりしているため、共犯であるピエロ役の男たちからも快く思われていない。
現場を目撃したマドレーヌもさらってトラックに閉じ込めてしまうが彼女の妙案によって脱走を許してしまう。サーカスの小道具のバイクで逃げる子供たちをトラックで追跡するか、真正面に回り込んできたミス・クラベルの車と正面衝突することを恐れた助手席の子分に無理やりハンドルを切られ、コントロールを失って湖に突っ込んだ末に逮捕された。

## データ
キャスト
- マドレーヌ：ハティ・ジョーンズ
- ペピート：クリスチャン・デ・ラ・オサ
- ミス・クラベル：フランシス・マクドーマンド
- コビントン卿：ナイジェル・ホーソーン
- レディ・コビントン：ステファーヌ・オードラン
- エレーヌ：シャンタル・ヌーヴィル
- 11人の女の子
  - アギー：クレア・トーマス
  - ヴィクトリア：ビアンカ・ストローマン
  - シャンタール：クリスティーナ・マンガーニ
  - ルシンダ：レイチェル・デニス
  - ベアトリス：ピラール・ガラード
  - セレーナ：ジェシカ・メイソン
  - ロロ：アリックス・ポンション
  - エリザベス：エミリー・ジェスラ
  - シルヴェッタ：エロイーズ・エオネ
  - ヴェロニカ：アリス・ラヴァウド
  - マリー・オディール：モルガン・ファルカ

スタッフ
- 製作総指揮：スタンリー・R・ジャッフェ
- 監督：デイジー・フォン・シェーラ・マイヤー
- 制作：ソール・クーパー、パンチョ・コーナー
- 脚本：マーク・レビン、ジェニファー・フラケット
- 原作：ルドヴィッヒ・ベーメルマンス
- 音楽：ミシェル・ルグラン

主題歌
- In Two Straight Lines

作詞・作曲・歌：Carly Simon（カーリー・サイモン）
挿入歌
- この素晴らしき世界（What a Wonderful World）

作詞／作曲：G・ダグラス&ジョージ・デヴィッド・ワイス
歌：ルイ・アームストロング

## サウンドトラック
Madeline Original Soundtrack
発売日／1998年7月7日（日本国内では未発売）
発売元／Sony Wonder（Audio）
| トラック | タイトル                       |  |
| -------- | ------------------------------ |  |
| 1        | In Two Straight Lines          |  |
| 2        | What a Wonderful World         |  |
| 3        | Opening Titles                 |  |
| 4        | Madeline's Theme               |  |
| 5        | Something's Not Right          |  |
| 6        | Madeline Sneaks Out            |  |
| 7        | Pepito's Theme                 |  |
| 8        | The Idiot's Popopov            |  |
| 9        | Genevieve's Rescue             |  |
| 10       | The Cuckoo And The Nightingale |  |
| 11       | She Has No Family              |  |
| 12       | Finale                         |  |